# František Ganzwohl
František Ganzwohl (??? Slavkov – ???) byl rakouský právník a politik české národnosti z Moravy, během revolučního roku 1848 poslanec Říšského sněmu.

## Biografie
Roku 1849 se uvádí jako Franz Ganzwohl, doktor práv ve Vídni. Uvádí se, že byl ze Slavkova. Z etnického hlediska byl řazen mezi mírné Slovany. Podle jiného zdroje představoval naopak mezi cca 20 moravskými slovanskými poslanci Říšského sněmu jednoho ze zhruba třetinové skupiny uvědomělých Čechů.
Během revolučního roku 1848 se zapojil do veřejného dění. Ve volbách roku 1848 byl zvolen i na ústavodárný Říšský sněm. Zastupoval volební obvod Bučovice. Tehdy se uváděl coby doktor práv. Řadil se k sněmovní pravici.